# Ctenoscelis ater
Ctenoscelis ater är en skalbaggsart som först beskrevs av Olivier 1795.  Ctenoscelis ater ingår i släktet Ctenoscelis och familjen långhorningar.
Artens utbredningsområde är:
- Guyana.
- Surinam.
- Venezuela.

Inga underarter finns listade i Catalogue of Life.